# Флореаль
Флореа́ль (фр. floréal фр. вимова: [flɔʁeal], від лат. flos, род. відм. floris — «квітка»; укр. квітень) — восьмий місяць (20/21 квітня — 19/20 травня) французького республіканського календаря, що діяв з жовтня 1793 по 1 січня 1806.
Як і всі місяці французького республіканського календаря, флореаль складався з 30 днів, що поділялися на 3 декади. Кожен день мав назву сільськогосподарської рослини, крім п'ятого та десятого дня, що мали назву свійської тварини або сільськогосподарського приладу відповідно.